# Aura
 For alternative betydninger, se Aura (flertydig). (Se også artikler, som begynder med Aura)
Aura er i forskellige esoteriske eller spirituelle kredse det felt af farvede energier, som omgiver mennesker. Auraer, i ovennævnte esoterisk/spirituel forstand, kan ikke konstateres videnskabeligt, men forestillingen er udbredt i new age kredse, hvor man mener, at clairvoyante kan se en persons personlighed og vurdere hans helbred i auraen. 
Ifølge esoteriske læresystemer består auraen af flere lag, der afspejler forskellige af menneskets facetter og muligheder, -fysiske/mentale formåen, ubalancer, svagheder, -fortid, nutid, fremtid osv.

## Etymologi
Ordet oprinder fra det græske αύρα, ávra "brise", "pust" eller "nimbus". Det er kommet til dansk via latin aura, der betyder "lysskær", "livsånde", "åndepust" eller "brise".